# اورازوو (باشقیرستان)
اورازوو (انگلیسی: Urazovo, Republic of Bashkortostan) یک شهرک در شهرستان اوچالینسکی استان باشقیرستان کشور روسیه است.